# Pardosa confusa
Pardosa confusa är en spindelart som beskrevs av Torbjörn Kronestedt 1988. Pardosa confusa ingår i släktet Pardosa och familjen vargspindlar. Inga underarter finns listade i Catalogue of Life.